# Grad Klanjec
Grad Klanjec är en stad i Kroatien.   Den ligger i länet Krapina-Zagorjes län, i den norra delen av landet, 30 km nordväst om huvudstaden Zagreb.